# Lijst van Hoplocercidae
Onderstaand een lijst van alle soorten Hoplocercidae. Er zijn 19 soorten in 3 geslachten, het geslacht Hoplocercus is monotypisch en wordt alleen vertegenwoordigd door de stekelstaartleguaan (Hoplocercus spinosus).  
- Enyalioides altotambo
- Enyalioides anisolepis
- Enyalioides azulae
- Enyalioides binzayedi
- Enyalioides cofanorum
- Enyalioides heterolepis
- Enyalioides laticeps
- Enyalioides microlepis
- Enyalioides oshaughnessyi
- Enyalioides palpebralis
- Enyalioides praestabilis
- Enyalioides rubrigularis
- Enyalioides rudolfarndti
- Enyalioides sophiarothschildae
- Enyalioides touzeti
- Hoplocercus spinosus
- Morunasaurus annularis
- Morunasaurus groi
- Morunasaurus peruvianus